# رودني كونور
رودني كونور (بالإنجليزية: Rodney Connor)‏ هو سياسي بريطاني، ولد في 8 مارس 1951.